# 中川弘靖
中川 弘靖（なかがわ ひろやす、1956年9月6日 - ）は、日本の実業家。デンソーウェーブ代表取締役社長。技術経営・イノベーション賞内閣総理大臣賞等受賞。

## 人物・経歴
1979年東北大学法学部卒業、日本電装入社。2005年デンソー燃料噴射企画部長。2009年デンソーエンジン機器企画部長。2015年デンソーセールス取締役。2016年デンソーウェーブ取締役社長。2019年デンソーウェーブ代表取締役社長。同年市村産業賞本賞受賞。2020年技術経営・イノベーション賞内閣総理大臣賞受賞。日本自動認識システム協会理事兼務。